# 클라이맥스! - 카지노 로얄
《클라이막스! - 카지노 로얄》(Climax! - Casino Royale)은 미국에서 제작된 윌리엄 H. 브라운 주니어 감독의 1954년 영화이다. 베리 넬슨 등이 주연으로 출연하였고 마틴 매널리스 등이 제작에 참여하였다.

## 줄거리
"합동 정보국" 요원 제임스 본드가 암살자의 총격을 받는다. 그는 총알을 피하고 카지노 로얄로 들어간다. 그곳에서 그는 도빌에서 마하라자와 함께 도박을 했을 때 "카드 센스 지미 본드"를 기억하는 영국인 연락책 클라렌스 라이터를 만난다. 본드가 바카라의 규칙을 설명하는 동안, 라이터는 본드의 임무를 설명한다: 바카라에서 르 시프르를 물리치고 그의 소련 스파이 마스터들에게 그를 "은퇴"시키도록 강요하는 것. 본드는 르 시프르의 현재 여자친구인 전 연인 발레리 마티스를 만나고, 르 시프르 자신도 만난다.
본드는 바카라에서 르 시프르를 이기지만, 호텔 방으로 돌아오자 르 시프르와 그의 경호원들, 그리고 르 시프르가 당시 프랑스 해외 군사 정보 기관인 되지엠 뷔로의 요원임을 알아낸 마티스와 대면한다.
르 시프르는 본드가 상금 수표를 어디에 숨겼는지 알아내기 위해 본드를 고문하지만, 본드는 알려주지 않는다. 본드와 르 시프르의 경호원들 사이에 싸움이 벌어진 후, 본드는 르 시프르를 쏘아 부상을 입히고 그 과정에서 발레리를 구한다. 지친 본드는 르 시프르 맞은편 의자에 앉아 이야기한다. 마티스가 그들 사이에 끼어들자, 르 시프르는 숨겨진 면도칼로 위협하며 뒤에서 그녀를 잡는다. 르 시프르가 마티스를 방패 삼아 문 쪽으로 움직이자, 그녀는 약간 풀려나면서 저항하고, 본드는 르 시프르를 쏠 수 있게 된다.

## 출연

### 주연
- 베리 넬슨

### 조연
- 유진 보든
- 린다 크리스티안
- 진 델 발
- 피터 로어
- 윌리엄 런디갠
- 마이클 페이트
- 진 로스
- 커트 채치

## 기타
- 원작자: 이안 플레밍